# Treurende Vrouw (Haarlem)

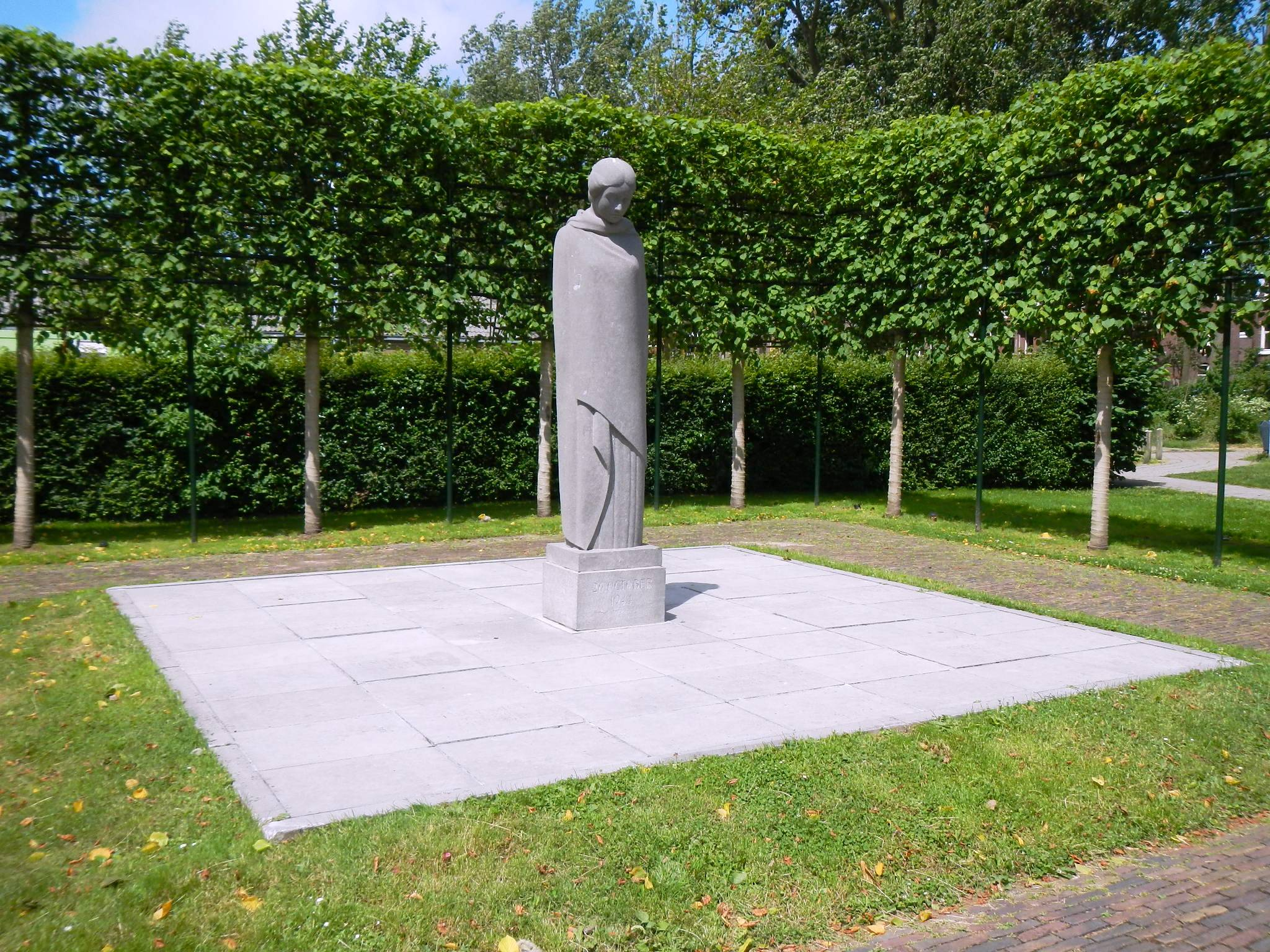
In het tableau zijn de tien verhoogde tegels met de namen net zichtbaar: een ervoor, een erachter en aan weerszijden een rij van vier (2013)

Het beeld Treurende Vrouw is een Nederlands oorlogsmonument in Haarlem dat de executie van tien verzetsmensen op 26 oktober 1944 herdenkt.

## Beschrijving
Het beeld werd exact zes jaar na dato, op 26 oktober 1950, onthuld en kreeg geen officiële naam. Een krant omschreef het als een vrouwenfiguur in boetekleed. In 1954 werd het door een andere krant omschreven als het beeld van de treurende vrouw.
De Treurende Vrouw staat in het plantsoen aan de voet van de kathedrale basiliek Sint Bavo waar de verzetsstrijders omgebracht zijn, op de hoek van de Westergracht en de Leidsevaart. Het is een ruim twee meter hoog natuurstenen beeld van een "treurende, peinzende, enigszins verbitterde, in zichzelf gekeerde vrouw". Het werd op initiatief van het Comité Verzetsmonument Westergracht ontworpen en gemaakt door Oswald Wenckebach. In het tegeltableau eromheen liggen sommige tegels iets verhoogd. In elk daarvan is de naam van een slachtoffers gegraveerd. Het tableau is aan drie zijden omringd door een dichte haag van bomen die anno 2024 twee keer zo hoog zijn als het beeld.

## Herdenking
In 1954 kwamen stoeten uit vier westelijke wijken op 4 mei bij het standbeeld samen om de bevrijding te herdenken. In de 21e eeuw is er jaarlijks een bijeenkomst tijdens de Nationale Dodenherdenking op 4 mei. Het monument is geadopteerd door de Bavo Basisschool.

## Achtergrond
Het beeld herinnert aan de dood van tien verzetsmensen, die op 26 oktober 1944 bij de Sint-Bavo door de bezetter werden doodgeschoten. Onder hen waren Cornelis Vlot en Jo Wüthrich. De executies waren onderdeel van een Duitse wraakactie vanwege de dood van politieagent Fake Krist, die de dag ervoor door het Haarlemse verzet was geliquideerd.